# Monika Karsch
Monika Karsch (ur. 22 grudnia 1982 w Schongau) – niemiecka strzelczyni sportowa, srebrna medalistka olimpijska z Rio de Janeiro.
Specjalizuje się w strzelaniu pistoletowym. Zawody w 2016 roku były jej pierwszymi igrzyskami olimpijskimi. Po medal sięgnęła w konkurencji pistoletu sportowego z 25 m. W finale przegrała z Greczynką Anną Korakaki. Indywidualnie ma w dorobku brązowy medal – w pistolecie sportowym – igrzysk europejskich w 2015 roku, a z drużyną w pistolecie pneumatycznym z 10 m – złoty.

## Igrzyska olimpijskie
| Igrzyska | Miejscowość    | Konkurencja                 | Kwalifikacje | Kwalifikacje | Finał                   | Finał                   |
| Igrzyska | Miejscowość    | Konkurencja                 | Wynik        | Pozycja      | Wynik                   | Pozycja                 |
| -------- | -------------- | --------------------------- | ------------ | ------------ | ----------------------- | ----------------------- |
| IO 2016  | Rio de Janeiro | Pistolet pneumatyczny, 10 m | 379          | 25.          | Nie zakwalifikowała się | Nie zakwalifikowała się |
| IO 2016  | Rio de Janeiro | Pistolet sportowy, 25 m     | 583          | 4. Q         | 6                       | srebro                  |